# 黄桜
黄桜株式会社（きざくら、英: Kizakura Co.,Ltd.）は、京都府京都市伏見区横大路に本社を置く大手日本酒製造会社である。
主として、清酒「黄桜」の製造販売をおこなうが、近年では地ビールの製造販売や、レストラン業の経営なども手掛けている。
コーポレート・スローガンは「くつろぎ、うるおい、かがやく。」。

## 概要
社名の由来は、社長が黄桜の花（淡く緑色がかった白い花を咲かせるサトザクラの一種）を好んだことから。漫画家・清水崑が描く河童を長期にわたりマスコットとしており（清水の没後、1974年からは漫画家の小島功がデザインを担当）、「河童の歌」（かっぱの唄）（作詞：徳力千鶴、作曲：田中正史、歌：楠トシエ）等を数十年に渡って使用している。なお「河童の歌」の冒頭にあるシャックリも歌詞の一部だが、シャックリを歌詞と思っていない人も多い。また、河童のイメージが現在でも大変強い。
河童のキャラクターが出演するコマーシャルに加え、1977年からは金印黄桜（1.8リットル瓶）の価格を1000円に設定。大衆酒として全国にシェアを拡大していった。
2006年9月30日までは、黄桜酒造株式会社（きざくらしゅぞう）の社名であったが、清酒以外にも拡大の幅を広げるため、翌10月1日より、「酒造」を外した現在の社名に変更された。あわせてこの時より、「河童の歌」を使ったCMの放映を再開した。
大塚製薬や日産自動車、明治ホールディングスとともに読売グループとのつながりが深く、読売新聞の第一面の2ベタ広告や、後楽園球場時代にスポンサーとして協賛してから、その後1988年に開場した東京ドームで以後のスポンサー活動など、現在に至るまで長い関係が続いている。そんな中、2007年10月11日から同年11月までの間、かつて野球界を揺るがせた「空白の一日」と呼ばれる「江川事件」の当事者同士である、江川卓（元巨人投手、日本テレビ野球解説者）と小林繁の両人が"初共演"した、「和解の酒」CMが放映された。
醸造所は京都・伏見本社と兵庫県・丹波にある。東京都港区台場にあるメディアージュに出店した直営レストラン用に小さな醸造所を併設したが、2009年9月にレストランと共に閉鎖した。また伊勢神宮の神田で1989年に発見されたコシヒカリの変種「イセヒカリ」を使用した清酒を限定生産している。丹波醸造所で造られる丹波の黒豆を用いた発泡酒はインターナショナル・ビアコンペティション2013で銅メダルを受賞している。
2008年9月より、これまで使用してきた「くつろぎの一献」から、前述の「くつろぎ、うるおい、かがやく。」にスローガンを変更している。

## 沿革
- 1925年（大正14年）- 伏見の蔵元・澤屋（現：松本酒造）の分家として創業。
- 1951年（昭和26年）- 法人化して、株式会社松本治六郎商店を設立。
- 1964年（昭和39年）- 黄桜酒造株式会社に社名変更。
- 1966年（昭和41年）- 「金印黄桜」発売。
- 1969年（昭和44年）- 「本造り黄桜」発売。
- 1972年（昭和47年）- 丹波工場を新設。
- 1982年（昭和57年）- 「黄桜 呑」発売。
- 1991年（平成3年）- 「黄桜 山廃仕込」発売。
- 1999年（平成11年）- 「黄桜 辛口一献」発売。
- 2006年（平成18年）10月1日 - 黄桜株式会社に社名変更。
- 2015年（平成27年）- 「黄桜 S純米大吟醸」発売。
- 2017年（平成29年）- この年から伏水蔵の蔵開きが開催される。

## 商品

### 日本酒

#### 大吟醸酒
- かっぱ缶 大吟醸
- 超特撰 黄桜 大吟醸
- 華祥風 大吟醸 黄桜

#### 純米大吟醸酒
- 黄桜 SUPER PREMIUM
- 黄桜 S 純米大吟醸
- 黄桜 京のとくり 純米大吟醸
- 黄桜 通の純米大吟醸山田錦

#### 純米吟醸酒
- かっぱ缶 純米吟醸
- 黄桜 伏見の生一本 純米吟醸
- 特撰 純米吟醸 黄桜
- 黄桜 京の滴 純米吟醸 祝米
- 黄桜 京のとくり 純米吟醸

#### 吟醸酒
- 黄桜 長期熟成吟醸古酒 時空旅行 Space Time Travel
- 黄桜 特撰 吟醸生貯蔵酒

#### 純米酒
- 黄桜 純米にごり酒
- 黄桜 ペルル
- 銀河交響曲 特別純米～Special Edition～
- 呑 純米 きりっと
- 特別純米 辛口一献
- 黄桜 蔵の詩
- 黄桜 通の純米冷酒
- 黄桜 京のとくり 純米にごり酒

#### 本醸造酒
- 本造り黄桜
- 黄桜 辛口本醸造
- 黄桜 生酒本醸造
- 黄桜 通の本醸造

#### 普通酒
- 黄桜 辛口一献
- 黄桜 呑
- 金印 黄桜
- 黄桜 黒獅子
- 黄桜 マイルドパック
- かっぱデミタス

#### 生酛山廃
- 黄桜 生酛山廃 特別純米酒 山田錦
- 黄桜 生酛山廃
- 黄桜 生酛山廃生貯蔵酒

#### スパークリング清酒
- 黄桜 ペルル スパークリング
- 黄桜 銀河交響曲 純米
- 黄桜 ピアノ
- 黄桜 ソフトハイボール日本酒
- 黄桜 ソフトハイボール梅酒
- 黄桜 ソフトハイボールゆず酒

### 地ビール

#### 京都麦酒
- 黄桜 京都麦酒 京都IPA
- 黄桜 京都麦酒 ケルシュ
- 黄桜 京都麦酒 アルト
- 黄桜 京都麦酒 蔵のかほり
- 黄桜 京都麦酒 山田錦
- 黄桜 京都麦酒 ペールエール
- 黄桜 京都麦酒 ブラウンエール
- 黄桜 京都麦酒 ゴールドエール
- 黄桜 京都麦酒 ブロンドエール

#### LUCKYシリーズ
- 黄桜 LUCKY SNAKE
- 黄桜 LUCKY CHICKEN
- 黄桜 LUCKY DOG
- 黄桜 LUCKY CAT

#### 悪魔のビール
- 悪魔のビール ホワイトエール
- 悪魔のビール アメリカンブラックエール
- 悪魔のビール レッドセッションIPA

#### その他
- Japanese Spirit ペールエール
- 黄桜 パンプキン
- 丹波の黒豆
- 黄桜 京都麦味 抹茶
- 黄桜 ホワイトナイル

### ウイスキー
- 黄桜 Sakura Chronos ブレンデッドモルト 2022
- 黄桜ウイスキー Premium Highball

### その他酒類
- 黄桜クラフトジン「不知火」
- 黄桜クラフトジン「花物語」
- 【日本酒仕立て】 黄桜 抹茶ハイボール
- 黄桜 どぶろく
- 黄桜 日々悠々 35度
- 黄桜 本格米焼酎 日々悠々
- 黄桜 本格米焼酎 日々悠々 長期貯蔵
- 黄桜 京美人 京都でうまれたとろり梅酒
- 黄桜 料理清酒

### 食品
- 黄桜 新旨ゼロ 抹茶ビールテイスト トリプルフリー
- 黄桜 除菌アルコール65
- 黄桜 本みりん
- 黄桜 生塩麹
- 黄桜 伏水ミネラルウォーター 530ml
- 黄桜 京都麦酒 地ビールカレー

## 過去の商品

### 日本酒
- 大吟醸 720ml
- 祥風
- 吟醸純米
- 星の流れ
- コクがキメての純米酒
- Pure
- 無濾過 純米酒
- 今日は、日本酒にかえろう。
- みずほのか
- 伏水仕込
- 吟醸古酒 五年貯蔵
- 本醸造パック
- はじけるにごり酒
- NIGORISAKE
- にごり酒
- 胚芽米仕込
- 呑胚芽の底力
- 呑キング
- かっぱカップ
- かっぱスリム
- とくり一献 大吟醸
- とくり一献 純米酒
- とくり一献 本醸造 純金箔入
- とくり一献 にごり酒
- 治六の四段仕込
- 日本酒ハイボール
- 純米 辛口一献
- 黄桜 呑 糖質50％オフ

### 地ビール
- 黄桜 ブルーナイル
- 黄桜 ルビーナイル
- サイファーナイル

### その他酒類
- ゆず酒ハイボール
- 梅酒ハイボール
- 黄桜 お酒のシャーベット シャリッと いちご
- 黄桜 お酒のシャーベット シャリッと マンゴー
- ナイス一寸
- 梅酒 京美人
- 酒風呂 桃美人

### 化粧品
- 京美水
- 京美水エイジケア

## 工場

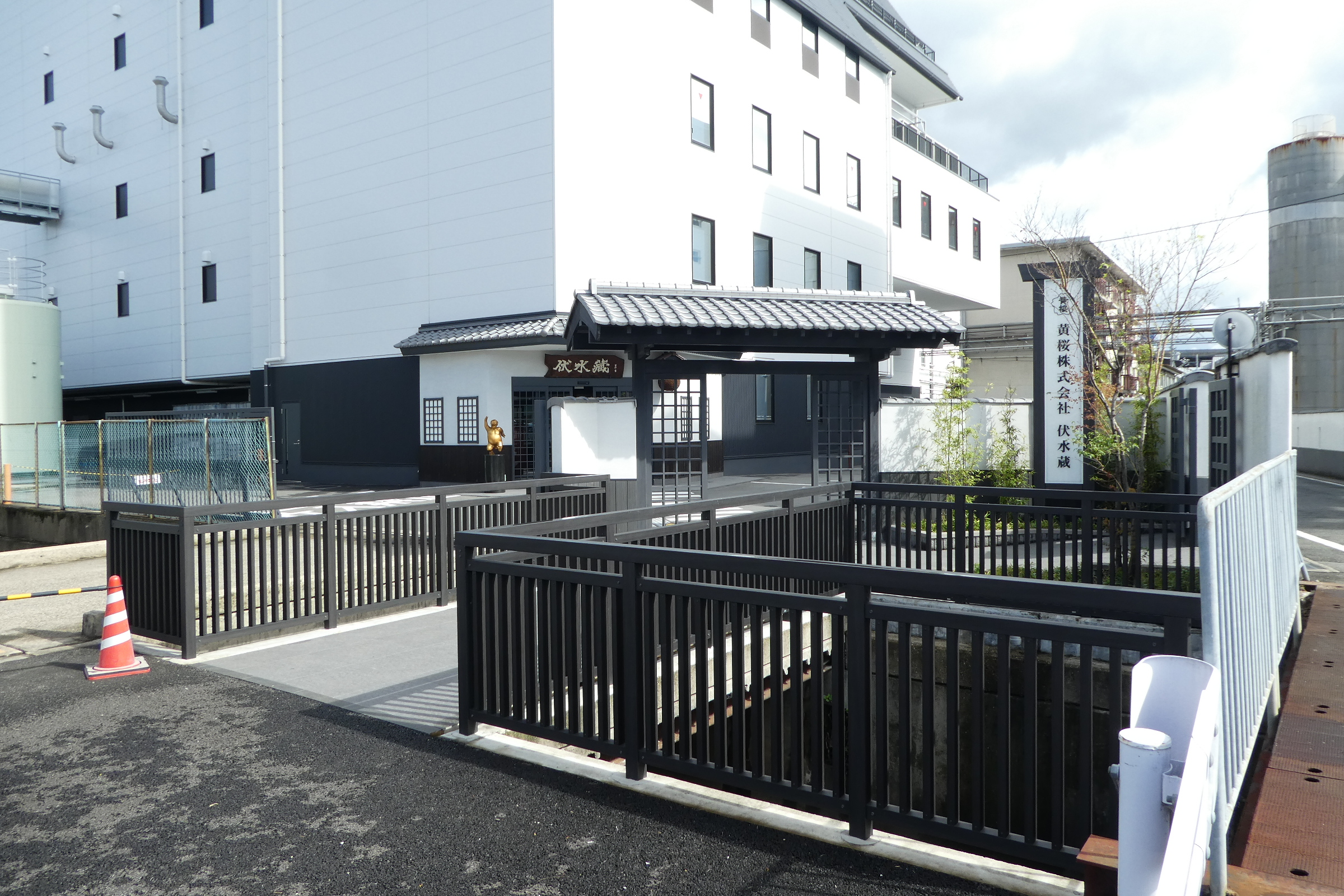
伏水蔵

- 三栖：京都府京都市伏見区横大路下三栖梶原町53
- 丹波：兵庫県丹波篠山市今田町本荘字堂ケ谷1-19

## 受賞歴
全国新酒鑑評会
平成14酒造年 - 29酒造年
- 「黄桜」金賞受賞 - 平成29年受賞

## 企業博物館

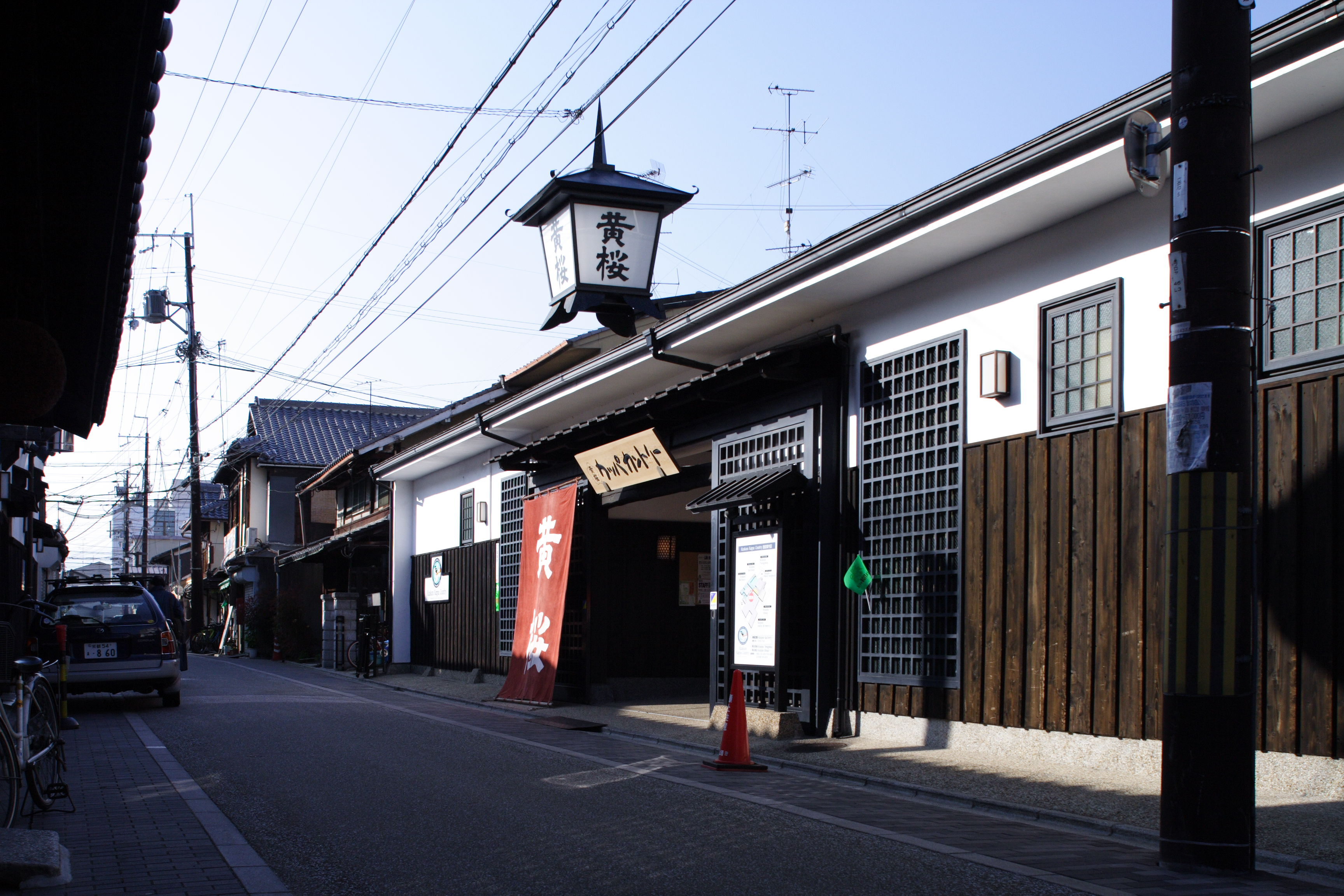
キザクラカッパカントリー（京都市伏見区）

- キザクラカッパカントリー

## 主なTVCMの出演者

### 現在
- 石丸幹二（辛口一献）

「呑」については、2009年〜河童のアニメを使用していた時期があった。

### 以前
- 貴ノ花利彰（本造り）
- 寺尾常史（辛口一献）
- 三宅裕司（呑）
- 角替和枝（呑）
- 斉藤清六（呑）
- 叶和貴子（本造り、呑）
- 吉幾三（呑）
- 中尾彬（辛口一献）
- 石川さゆり（本造り）
- 近衛十四郎
- フランク永井
- 水原茂
- 三浦布美子
- 田端義夫
- 大川栄策（本造り、歌のみ）
- 河島英五（歌のみ。CMソングの『酒と泪と男と女』は彼の大ヒット曲となった）
- 柴田恭兵（マイルド）
- 三浦友和（マイルド）
- 堀内孝雄（マイルド・CMソングも担当）
- 美川憲一
- 瀬川瑛子
  - 美川・瀬川両名のデュエットによるオリジナル曲をBGMとして、同社のかっぱアニメCMが放映された。
- 有森也実
- 水野美紀
- 中村勘三郎 (18代目)（山廃仕込：当時の5代目・中村勘九郎として出演）
- 田代まさし（呑）
- 段田安則（呑）
- 村田雄浩（呑）
- 真野恵里菜（呑）
- 江川卓・小林繁（2007年10月11日〜11月）[注釈 3]
- 芥川隆行（河童CM時代から20年以上CMナレーションを長く務めていた）
- 高島礼子（1997年1月〜）
- 六平直政（2007年8月〜）
- 吉田拓郎（辛口一献、2007年3月30日〜）
- 大杉漣（辛口一献）
- 木村祐一（辛口一献）
- 角野卓造（辛口一献、2008年1月〜8月）
- 吉瀬美智子（呑キング、2008年3月〜2009年3月）
- 東儀秀樹（辛口一献、2008年9月〜2010年8月）
- 吉川晃司（辛口一献）
- 松岡璃奈子（呑、〜2012年9月）
- 青山倫子（呑、〜2012年9月）
- 笛木優子（呑、〜2016年8月）
- 藤木直人（辛口一献）

## 提供番組

### 現在
- 水曜21時枠刑事ドラマ（テレビ朝日系列）

※但し2024年以降の19時台・20時台に編成されている バラエティ番組の2時間ないし3時間拡大スペシャル放送時の場合は他の酒造メーカー（例・麒麟麦酒・アサヒビール・サントリー・サッポロビール）等のcmに差し替えとなる

### 過去
- 全日本プロレス中継（日本テレビ系列）
- 木曜スペシャル（日本テレビ系列）
- 土曜スペシャル（日本テレビ系列）
- 火曜サスペンス劇場（日本テレビ系列）
- スーパーテレビ情報最前線 (日本テレビ系列)
- 水曜ドラマ（日本テレビ系列、※1994年10月〜1997年3月）
- クイズところ変れば!?（テレビ東京系列）
- プロ野球日本シリーズ（各局）
- JNNニュースコープ→JNNニュースの森（TBS、週末版・土曜日）
- プロ野球ニュース→すぽると!→スポーツLIFE HERO'S→S-PARK（フジテレビ、関東地区 ※番組後半）
- ANNニュースレーダー→ニュースシャトル→600ステーション→ステーションEYE（テレビ朝日、関東地区）
- NEWSゆう→NEWSゆう+→キャスト（朝日放送テレビ）
- スーパーJチャンネル（テレビ朝日、関東地区 ※18時台）
- 報道ステーション（朝日放送テレビ、関西地区）
- プレイガール（東京12チャンネル）
- TBSラジオ エキサイトベースボール（1960年代中期、日曜日に「黄桜ゴールデンナイター」として協賛）

## トリビア
黄桜の製品である「呑」のCMは最後に「き～ざくら～　どん!」の声で締められるが、『探偵!ナイトスクープ』の2016年12月16日放送回において、とある夫婦の妻だけが、この「どん!」が「へい!」と聞こえるという謎の現象が取り上げられ、探偵(番組レギュラー)のカンニング竹山が調査を行ったところ、相談者夫婦の妻以外でわずか2人だけながら「へい!」と聞こえる人間が現れ（内1人は番組のスタッフ）、黄桜にも直接調査を行うが応対した面々からは「発売以来一貫して、『どん』です」と返された。その後、東京都内の日本音響研究所において問題の部分の分析を行った結果、声紋の母音である「お」だけでなく「えい」が含まれていることが判明し、この上で「えい」の音域を除いた加工音をスピーカーから流すことで夫婦の妻は初めて「どん」として聞こえることが出来た。そして、局長(司会者)の西田敏行らを交えたスタジオにて竹山は「どん」の音の裏にいくつかの音が混ざっているから人によっては「へい」と聞こえるとの結論を出した。なおこの時スタジオの観客に「へいと聞こえる人は?」と尋ねたところ、数人の観客が手を挙げていた。